# El Cerrito, Tula de Allende
El Cerrito är en ort i Mexiko.   Den ligger i kommunen Tula de Allende och delstaten Hidalgo, i den sydöstra delen av landet, 70 km norr om huvudstaden Mexico City. El Cerrito ligger 2 104 meter över havet och antalet invånare är 116.
Terrängen runt El Cerrito är kuperad åt sydväst, men åt nordost är den platt. Runt El Cerrito är det ganska tätbefolkat, med 155 invånare per kvadratkilometer. Närmaste större samhälle är Tepeji de Ocampo, 11,6 km söder om El Cerrito. I omgivningarna runt El Cerrito växer huvudsakligen savannskog.